# Équipe de Tchéquie de rugby à XIII
L'équipe de Tchéquie est l'équipe qui représente la République tchèque dans les compétitions et matchs internationaux. Elle regroupe les meilleurs joueurs tchèques (ou d'origine tchèque) de rugby à XIII.

## Histoire et contexte
C'est au début de l'année 2006 que, sous l'impulsion d'un joueur tchèque quinziste, Milan Mrtýnek, et d'un résident anglais, Lain Sellers, la fédération tchèque est créée.  
C'est en effet la même année que la sélection nationale dispute son premier test-match face à une sélection britannique, celle des Great Britain Student Pioneers, équipe visiteuse qui bat les locaux sur le score de 29 à 8.  
Malgré des démarrages difficiles, qui sont un peu ceux de toute nation émergente, la fédération tchèque a su démontrer à la RLIF, sa capacité à organiser non seulement son équipe nationale, mais aussi à créer et à faire vivre un championnat national.  
Le résultat de ces efforts est sanctionné par l'attribution du statut de « membre affilié » en 2011.  

## 2018 et le rendez-vous manqué des éliminatoires de la coupe du monde
Les Tchèques disputent les éliminatoires pour la coupe du monde qui aura lieu trois ans plus tard en Angleterre. Ils sont dans le groupe « Europe Nord  », avec l'Allemagne, qu'ils connaissent bien et la Norvège. S'ils démarrent bien leur campagne en battant les Norvégiens sur le score de 20 à 12 en juin 2018, leur défaite face à l'Allemagne 24 à 4 fin août les prive de toute chance d’accéder aux barrages pour se qualifier. Combinée à la victoire surprise des Norvégiens face aux Allemands, cette défaite les entraine en effet à avoir un point average qui leur est défavorable.  

## Personnalités et joueurs emblématiques
Le premier marqueur d'essai de l'histoire de l'équipe est Tomáš Ciporanov.